# Sylwester Czerlenkowski
Sylwester Czerlenkowski herbu Radwan – pisarz ziemski bracławski.
Poseł na sejm 1633 roku. Poseł na sejm ekstraordynaryjny 1637 roku.
Podpisał elekcję Jana II Kazimierza Wazy z województwem bracławskim.